# Granat MK 2
Mk 2 (ang. Mk 2 grenade) – amerykański granat odłamkowy używany w czasie II wojny światowej i w czasie późniejszych konfliktów zbrojnych.
W armii amerykańskiej znany był jako ananas (ang. pineapple) ze względu na charakterystyczny wygląd. Korpus granatu był odlewem z żeliwa z zewnętrznymi nacięciami ułatwiającymi fragmentację.

## Warianty
- Mk II
- Mk IIA1
- Mk II HE
- Mk II TNT